# Jerzy Misiński
Jerzy Misiński, ps. „Kmita” (ur. 22 maja 1892 w Pistyniu, zm. 29 maja 1944 we Flossenbürgu) – polski lekkoatleta, działacz i dziennikarz sportowy, prezes Polskiego Związku Lekkiej Atletyki, kapitan administracji Wojska Polskiego.

## Życiorys
Urodził się w Pistyniu, w ówczesnym powiecie kossowskim Królestwa Galicji i Lodomerii, w rodzinie Marcelego (zm. 1928), sędziego w Stryju. Był bratem Jana (fizyk powiatowy w Stryju z tytułem doktora). Studiował na Politechnice Lwowskiej (1910–1911) i Wydziale Prawa Uniwersytetu Lwowskiego (1911–1914). Uczestniczył w ruchu strzeleckim, należał do Sekcji Narciarskiej Akademickiego Klubu Turystycznego we Lwowie.
W czasie I wojny światowej walczył w szeregach cesarsko-królewskiej Obrony Krajowej. Jego oddziałem macierzystym był Pułk Strzelców Nr 22. Na stopień podporucznika rezerwy został mianowany ze starszeństwem z 1 sierpnia 1916. Służbę zakończył w stopniu porucznika. Od listopada 1918 do maja 1919 z ramienia Polskiej Organizacji Wojskowej był zastępcą komendanta miasta Stryj.
W 1918 roku został przyjęty do Wojska Polskiego. W 1921 roku pełnił służbę w Departamencie V Ministerstwa Spraw Wojskowych, a jego oddziałem macierzystym był wówczas 2 pułk Strzelców Podhalańskich. 3 maja 1922 roku został zweryfikowany w stopniu kapitana ze starszeństwem z dniem 1 czerwca 1919 roku i 48. lokatą w korpusie oficerów uzbrojenia. Jego oddziałem macierzystym był wówczas Okręgowy Zakład Uzbrojenia Nr 1. W 1923 roku pełnił służbę w Okręgowym Zakładzie Uzbrojenia Nr 1. Od 1924 roku pełnił służbę Szkole Broni Chemicznej, a później Szkole Gazowej, pozostając oficerem nadetatowym Okręgowego Zakładu Uzbrojenia Nr 1. Od 1933 roku pełnił służbę w Oddziale II Sztabu Generalnego. 25 listopada 1938 został ranny w walce z armią czechosłowacką w rejonie Czadcy. Był wówczas oficerem sztabu Samodzielnej Grupy Operacyjnej „Śląsk”. W marcu 1939 roku zajmował stanowisko kierownika referatu zaopatrzenia w Wydziale I Organizacyjnym. W tym samym stopniu i starszeństwie zajmował 29. lokatę w korpusie oficerów administracji, grupa administracyjna.
Był pierwszym inspektorem głównym obrony przeciwgazowej Zarządu Głównego Ligę Obrony Powietrznej i Przeciwgazowej.
W czasie II wojny światowej działał w konspiracji. Został aresztowany przez Gestapo 27 lutego 1944 i osadzony w obozie we Flossenbürgu, gdzie zmarł 29 maja 1944.

### Działalność sportowa
Na początku lat 20. uprawiał lekkoatletykę. W 1921 został wicemistrzem Polski na 800 metrów i brązowym medalistą na 1500 m. W 1922 wystąpił w reprezentacji Polski w meczu międzypaństwowym z Czechosłowacją i Jugosławią – w biegu na 110 m ppł (4 m.) i chodzie na 2 km (5 m.). Znalazł się w gronie zawodników nominowanych do kadry na Igrzyska Olimpijskie w 1920. Z powodu wojny polsko-bolszewickiej Polska nie wysłała jednak ostatecznie reprezentacji na te zawody. Po zakończeniu kariery sportowej był działaczem i dziennikarzem sportowym, m.in. został prezesem Warszawskiego Okręgowego Związku Lekkiej Atletyki. Od 1921 był członkiem zarządu Polskiego Związku Lekkiej Atletyki, w latach 1925–1931 pełnił funkcję prezesa, a w latach 1931–1932 i 1935–1939 wiceprezesa związku. W 1925 należał do założycieli agencji prasowej „Centrosport”. W latach 1927–1929 pełnił funkcję redaktora tygodnika „Stadjon”. W latach 1933–1939 był też członkiem Komitetu Europejskiego IAAF.

## Ordery i odznaczenia
- Krzyż Niepodległości – 2 sierpnia 1931 „za pracę w dziele odzyskania niepodległości”[16][17]
- Krzyż Zasługi za Dzielność – 26 listopada 1938 „za czyny męstwa i odwagi w obronie granic Państwa”[18]
- Złoty Krzyż Zasługi – 16 maja 1938 „za zasługi na polu pracy społecznej”[19][20]
- Srebrny Krzyż Zasługi po raz pierwszy – 19 marca 1931 „za zasługi na polu wychowania fizycznego i rozwoju sportu”[21][22]
- Srebrny Krzyż Zasługi po raz drugi – 12 maja 1933 „za zasługi na polu obrony powietrznej i przeciwgazowej”[23]
- Złota Odznaka Honorowa Ligi Obrony Powietrznej i Przeciwgazowej I stopnia[24]
- Srebrny Medal Waleczności 2 klasy (Austro-Węgry)[3]